# 159351 Леонпаскаль
159351 Леонпаскаль (159351 Leonpascal) — астероїд головного поясу, відкритий 10 березня 2007 року.
Тіссеранів параметр щодо Юпітера — 3,426.